# Renzo Sassi
Renzo Sassi (Parma, 9 febbraio 1929 – Roma, 3 aprile 2018) è stato un calciatore e allenatore di calcio italiano, di ruolo centrocampista.

## Carriera

### Giocatore
Ha collezionato complessivamente 218 presenze e 23 reti in Serie A con le maglie di Legnano, Lazio e Udinese, e 62 presenze e 4 reti in Serie B con le maglie di Legnano e Parma. Nella stagione 1952-53 ha conquistato la promozione in Serie A col Legnano.

### Allenatore
Nel 1968 ha allenato la Puteolana.